# Trosa (comune)
Trosa è un comune svedese di 11 465 abitanti, situato nella contea di Södermanland. Il suo capoluogo è la cittadina omonima.

## Località
Nel territorio comunale sono comprese le seguenti aree urbane (tätort):
- Stensund och Krymla
- Sund
- Trosa
- Vagnhärad
- Västerljung